# Hyposaleniidae
De Hyposaleniidae zijn een familie van uitgestorven zee-egels (Echinoidea) uit de orde Salenioida.

## Geslachten
- Hyposalenia Desor, 1856 †
- Poropeltaris Quenstedt, 1875 †